# 井上祐美子
井上 祐美子（いのうえ ゆみこ、1958年11月4日 - ）は、日本の小説家。兵庫県姫路市生まれ。神戸大学教育学部卒業。

## 経歴・人物
SF系の創作同人誌『星群』出身。1990年に『虹の瞳きらめいて』で作家デビュー。少女小説から中国歴史小説にジャンルを変えて成功した。代表作は『長安異神伝』『五王戦国志』『桃花源奇譚』シリーズなど。
当初は中国を舞台にした伝奇風の作品や武侠風の作品がメインであったが、次第にそれらは減っていき、現在では純歴史小説がメインとなった。取り扱う年代は唐、宋、明、清など幅広く、主に前近代中国を題材とした歴史小説を中心に執筆活動を続けている。『女将軍伝』『梨花槍天下無敵』『柳絮』『朱唇』など、女性を主人公とした作品も数多く執筆している。
『五王戦国志』は架空（ファンタジー）歴史小説である。中国の志怪、伝奇小説などを基にした短編集『桃夭記』で第16回吉川英治文学新人賞候補となる。
『雅歌』の上梓以降、長い間休筆状態であったが、2007年2月25日には数年ぶりに短編集『朱唇』を発売、そのうち3編は書き下ろしとなっている。

## 作品リスト

### シリーズ作品
- 長安異神伝（1991年 - 1994年）徳間書店（トクマノベルズ）、のち中公文庫
  - 長安異神伝 ISBN 4122038219
  - 乱紅の琵琶 ISBN 4122038375
  - 将神の火焔陣 天長篇 ISBN 4122039584
  - 将神の火焔陣 地久篇 ISBN 4122039754
  - 還魂の花燈 ISBN 4122040191
  - 暁天の夢 上 ISBN 4122040361
  - 暁天の夢 下 ISBN 4122040493
- 桃花源奇譚（1992年 - 1996年）徳間書店（トクマノベルズ）、のち中公文庫
  - 桃花源奇譚 開封暗夜陣 ISBN 4122037530
  - 桃花源奇譚 風雲江南行 ISBN 4122037689
  - 桃花源奇譚 月色岳陽楼 ISBN 4122037832
  - 桃花源奇譚 東京残桃夢 ISBN 4122037964
- 五王戦国志（1992年 - 1998年）中央公論社（Cノベルズ）、のち中公文庫
  - 五王戦国志 乱火篇 ISBN 412204121X
  - 五王戦国志 落暉篇 ISBN 4122041481
  - 五王戦国志 埋伏篇 ISBN 4122041740
  - 五王戦国志 黄塵篇 ISBN 4122042054
  - 五王戦国志 凶星篇 ISBN 4122042283
  - 五王戦国志 風旗篇 ISBN 4122042577
  - 五王戦国志 暁闇篇 ISBN 4122042879
  - 五王戦国志 天壌篇 ISBN 412204314X

### 単刊作品
- 女将軍伝 （1993年 学研） ISBN 978-4054002432（フェミナノベルズ） ISBN 978-4198902612（徳間文庫） ISBN 978-4059000242（学研M文庫）
- 梨花槍天下無敵 （1995年 学研） ISBN 978-4054005709（単行本） ISBN 978-4059000150（学研M文庫）
- 柳絮 （1997年 徳間書店） ISBN 978-4198606299（単行本） ISBN 978-4122035508（中公文庫）
- 紅顔 （1997年 講談社） ISBN 978-4062087926（単行本） ISBN 978-4122050464（中公文庫）
- 臨安水滸伝 （1998年 講談社）ISBN 978-4062096973（単行本） ISBN 978-4122048317（中公文庫）
- 海東青 摂政王ドルゴン （2000年 中央公論新社） ISBN 978-4120029776（単行本） ISBN 978-4122045811（中公文庫）
- 雅歌 （2001年 集英社） ISBN 978-4087752908（単行本）

### 短編作品集
- 桃夭記 （1994年 徳間書店） ISBN 978-4198601782（単行本） ISBN 978-4062647380（講談社文庫） ISBN 978-4122050051（中公文庫）
  - 【収録作品】桃夭記 / 嘯風録 / 迷宮譚 / 墨匠伝
- 夢醒往還記 （1996年 徳間書店） ISBN 978-4198604363（単行本） ISBN 978-4059011354（学研M文庫）
  - 【収録作品】魔月秘伝 / 王聡児紅蓮 / 夢醒往還記
- 非花（はなにあらず）（1998年 中央公論社） ISBN 978-4120027642（単行本） ISBN 978-4122044203（中公文庫）
  - 【収録作品】梅花山弄 / 傅延年 / 葛巾紫 / 非花
- 公主帰還 （1998年 講談社） ISBN 978-4062093149（単行本） ISBN 978-4122049109（中公文庫）
  - 【収録作品】潔癖 / 公主帰還 / 僭称 / 芙蓉怨 / 贋作 / 白夫人 / 涅（すみ）
- 朱唇 （2007年 中央公論新社）ISBN 978-4120038099（単行本）
  - 【収録作品】朱唇 / 背心 / 牙娘 / 玉面 / 歩歩金蓮 / 断腸 / 名手
- 青天-包判官事件簿 （2014年 中央公論新社） ISBN 978-4120046681 （単行本）
  - 【収録作品】雪冤記 / 赤心 / 紅恋記 / 黒白/ 青天記